# Yagua (langue)
Pour les articles homonymes, voir Yagua.
Le yagua est une langue peba-yaguane parlée en Amazonie péruvienne dans le département de Loreto.

## Répartition géographique
Les Yagua vivent dispersés en petites communautés, le long des affluents du cours inférieur du Napo et du Yavari.
La langue est menacée car elle n'est parlée que par 3 à 4 000 des 6 000 Yagua.

## Écriture
| a | b | ch | d | e | i | ï | j | k | m | n | ñ | o | p | r | s | t | u | w | y |